# Leonardo Piepoli
Leonardo Piepoli (La Chaux-de-Fonds, 29 september 1971) is een in Zwitserland geboren voormalig Italiaans wielrenner.

## Loopbaan
De in Zwitserland geboren Piepoli werd prof in 1995. Hem werd een grote toekomst voorspeld, omdat hij als amateur onder andere de Baby Giro had gewonnen. In zijn eerste jaar won de klimmer Piepoli de Subida a Urkiola en het bergklassement in de Ronde van Zwitserland. Bovendien werd hij zevende in die Ronde en tweede in de Ronde van Lazio. In 1996 leek hij te bevestigen, met etappewinst in de Ronde van Trentino en de Wielerweek van Bergamo en een zeventiende plaats in de Ronde van Frankrijk. Piepoli bleek echter niet de grote winnaar die velen in hem hadden gezien. 1997 was een matig jaar en in 1998 werd hij veertiende in de Ronde van Frankrijk en zestiende in de Ronde van Italië.
Vanaf 1999 reed hij bij Banesto en won vooral kleinere wedstrijden, zoals de Ronde van Burgos, die van Aragon, Galicië en die van Castilië en León. Zijn beste prestatie in een grote ronde was in 1999 toen hij achtste in de Ronde van Spanje werd. Vanaf 2004 rijdt Piepoli bij Saunier Duval, waar hij zijn tot dan toe grootste overwinning boekte met een etappe in de Vuelta. Een jaar later won hij een etappe in de Ronde van Catalonië. In 2006 won hij de 13e en de 17e etappe in de Ronde van Italië en een jaar later won hij wederom een etappe.
In 2007 is Piepoli een aantal maanden geschorst geweest vanwege een positieve dopingtest tijdens de Ronde van Italië 2007 waar hij een rit won en verder nog enkele tweede plaatsen behaalden. Op 11 augustus is Piepoli door de wielerbond van Monaco vrijgesproken. Het Italiaans Olympisch Comité kan echter nog in beroep gaan.
In 2008 is de ploeg van Piepoli, Saunier Duval uit de Ronde van Frankrijk 2008 gestapt na een positieve dopingtest bij zijn ploegmaat Riccardo Riccò. Riccò en Piepoli werden op 18 juli 2008 door de ploeg ontslagen. Op 6 oktober 2008 raakt bekend dat hij twee keer positief getest heeft op doping tijdens de Tour van dat jaar. Op 26 januari 2009 werd hij voor twee jaar geschorst wegens het gebruik van CERA.
Piepoli is sinds 2015 persoonlijk trainer van bekende wielrenners als Filippe Pozzato, Andrey Amador, Alberto Bettiol, Davide Formolo, Angel Vicioso en Fabio Felline.

## Belangrijkste overwinningen
1994
- Eindklassement Baby Giro

1995
- Subida a Urkiola

1998
- 4e etappe Ronde van Burgos
- Trofeo dello scalatore

1999
- Subida a Urkiola
- 2e etappe Ronde van Castilië en León
- Eindklassement Ronde van Castilië en León
- 4e etappe Ronde van Burgos

2000
- 1e etappe Internationaal Wegcriterium
- 2e etappe Ronde van Aragon
- Eindklassement Ronde van Aragon
- 3e etappe Ronde van Burgos
- Eindklassement Ronde van Burgos

2002
- 1e etappe Ronde van Aragon
- Eindklassement Ronde van Aragon
- 4e etappe Ronde van Asturië
- Eindklassement Ronde van Asturië

2003
- 1e etappe Ronde van Aragon
- Eindklassement Ronde van Aragon
- Subida al Naranco
- Subida a Urkiola

2004
- Subida a Urkiola
- 9e etappe Ronde van Spanje

2005
- 4e etappe Ronde van Catalonië

2006
- 13e etappe Ronde van Italië
- 17e etappe Ronde van Italië

2007
- 10e etappe Ronde van Italië
- Bergklassement Ronde van Italië
- 9de etappe Ronde van Spanje

2008
- 10e etappe Ronde van Frankrijk

## Resultaten in voornaamste wedstrijden
| Jaar | Ronde van Italië | Ronde van Frankrijk | Ronde van Spanje |
| ---- | ---------------- | ------------------- | ---------------- |
| 1995 | opgave           |                     |                  |
| 1996 | 38e              | 17e                 |                  |
| 1997 | opgave           |                     | 26e              |
| 1998 | 16e              | 14e                 |                  |
| 1999 | opgave           |                     | 8e               |
| 2000 | 10e              | opgave              |                  |
| 2001 | opgave           | 44e                 |                  |
| 2002 |                  |                     |                  |
| 2003 |                  |                     | 23e              |
| 2004 |                  |                     | 27e (1)          |
| 2005 |                  | 23e                 | 35e              |
| 2006 | 11e (2)          |                     | 13e              |
| 2007 | 14e (1)          |                     | opgave (1)       |
| 2008 | opgave           | uitgesloten         |                  |

| Jaar | Milaan-San Remo | Amstel Gold Race | Luik-Bast.‑Luik | Ronde van Lombardije | Clásica San Sebastián |  | Wereldranglijsten |
| ---- | --------------- | ---------------- | --------------- | -------------------- | --------------------- |  | ----------------- |
| 1995 |                 |                  |                 | 37e                  | 6e                    |  |                   |
| 1996 |                 | 50e              |                 |                      | 172e                  |  |                   |
| 1997 |                 |                  |                 |                      |                       |  |                   |
| 1998 |                 |                  |                 |                      | ↑                     |  |                   |
| 1999 |                 |                  |                 |                      |                       |  |                   |
| 2000 | 101e            |                  |                 |                      |                       |  |                   |
| 2001 |                 |                  |                 |                      | 104e                  |  |                   |
| 2002 |                 |                  |                 | 13e                  |                       |  |                   |
| 2003 |                 |                  |                 | 13e                  | 132e                  |  |                   |
| 2004 |                 |                  |                 |                      | 62e                   |  |                   |
| 2005 |                 |                  |                 |                      |                       |  | 51e (UPT)         |
| 2006 |                 |                  |                 |                      |                       |  | 48e (UPT)         |
| 2007 |                 |                  |                 |                      |                       |  | 58e (UPT)         |
| 2008 |                 |                  | 15e             |                      |                       |  |                   |